# 財務省 (オーストラリア)

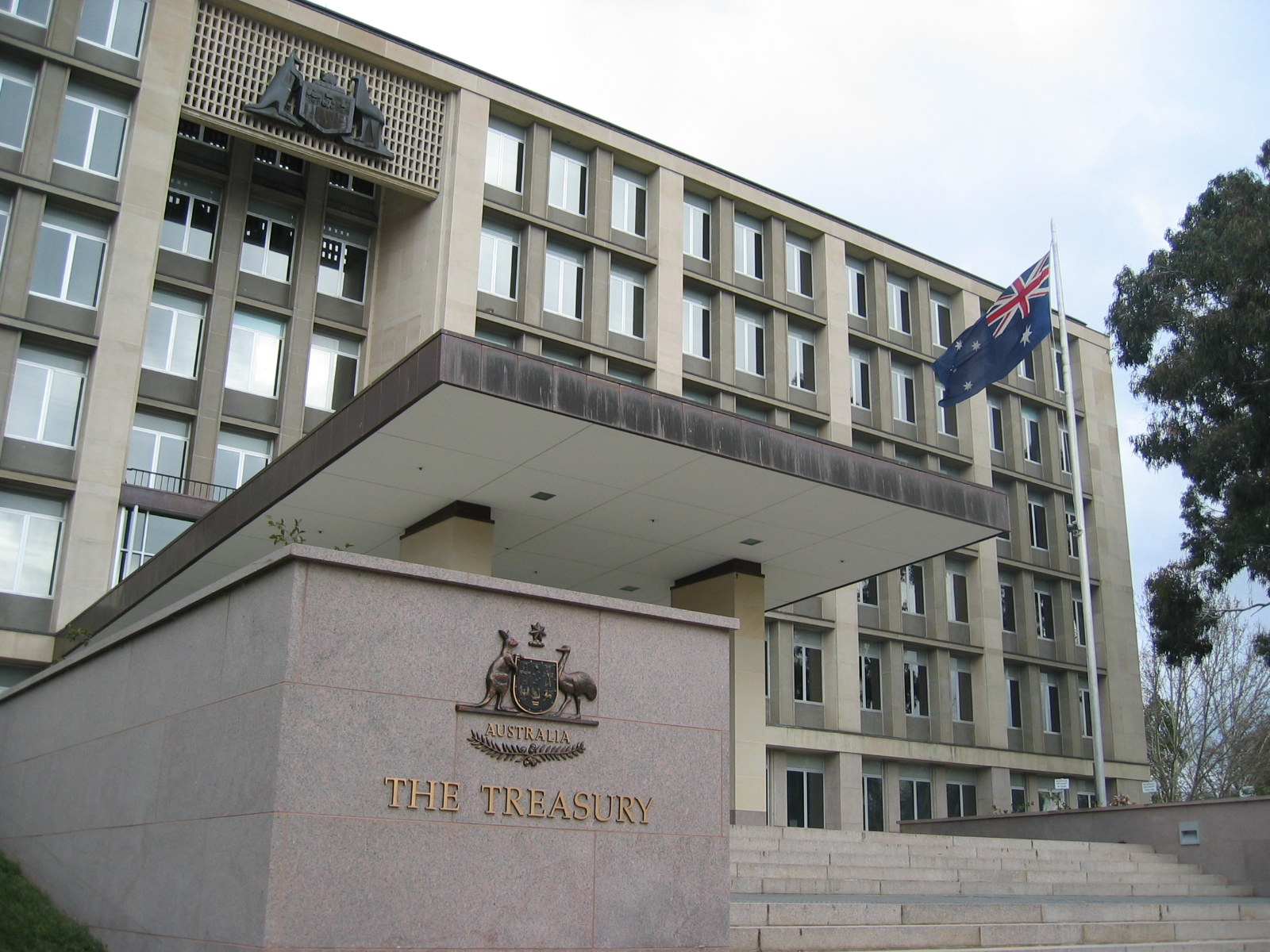
財務省

財務省（英語: Department of the Treasury）は、オーストラリアの連邦政府機関である。経済政策と予算の準備を所管する。長は財務大臣（Treasurer）。

## 沿革
連邦の財務省（Commonwealth Treasury）は1901年1月にメルボルンに設立された。財務省は、税制、地税及び所得税並びに経済政策に集中している。

## 組織
財務省は財政、マクロ経済、歳入及び市場の4つの部局に分かれている。これらは、4つの政策を遂行するために作られた。
効果的な政府支出と税制の調整
財務省は予算政策の問題や、連邦の歳入と主要な会計及び金融の総計の動向、主要な支出計画、税政策、年金、連邦の金融政策、保険について助言する。
健全なマクロ経済状況
財務省は、オーストラリア及び個屋外の経済状況と見込みを監視、評価し、効果的なマクロ経済政策の策定と実行について助言する。
良好に機能する市場
財務省は、安全な金融システムと健全な企業活動を促進するための政策の遂行と変更について助言し、製品とサービスの市場の競争における傷害を除去し、消費者保護や海外投資のような問題における公共の利益を保護する。
効果的な税制と年金の管理
財務省は、政府の税制と年金政策の調整と実行及び立法において、税収の予測と見積もりに関する重要な変化の情報を提供するとともに、
助言と支援を提供する。

## 金融規制
財務省は、オーストラリア健全性規制庁（Australian Prudential Regulation Authority、APRA）、オーストラリア証券投資委員会（Australian Securities and Investments Commission、ASIC）及びオーストラリア準備銀行とともに、 Council of Financial Regulators Working Groupを介して市場の相場師に対する適切な監督を確保し、必要に応じて危機管理を促進している。

## 財務次官
| 氏名 | 氏名                           | 在任期間                        |
| ---- | ------------------------------ | ------------------------------- |
| 1    | ジョージ・アレン               | 1901年1月1日 - 1916年3月13日    |
| 2    | ジェームス・コリンズ           | 1916年3月14日 - 1926年6月26日   |
| 3    | ジェームス・ヘザーショウ       | 1926年8月26日 - 1932年4月28日   |
| 4    | ヘンリー・シーハン             | 1932年4月29日 - 1938年2月28日   |
| 5    | スチュアート・マクファーレーン | 1938年3月24日 - 1948年1月29日   |
| 6    | ジョージ・ワット               | 1948年11月23日 - 1951年3月31日  |
| 7    | ローランド・ウィルソン         | 1951年4月1日 - 1966年10月27日   |
| 8    | リチャード・ランドール         | 1966年10月28日 - 1971年10月31日 |
| 9    | フレデリック・ウィーラー       | 1971年10月1日 - 1979年1月5日    |
| 10   | ジョン・ストーン               | 1979年1月8日 - 1984年9月14日    |
| 11   | バーニー・フレイザー           | 1984年9月19日 - 1989年9月18日   |
| 12   | クリス・ヒギンズ               | 1989年9月19日 - 1990年12月6日   |
| 13   | トニー・コール                 | 1991年2月14日 - 1993年3月23日   |
| 14   | テッド・エバンス               | 1993年5月24日 - 2001年4月26日   |
| 15   | ケン・ヘンリー                 | 2001年4月27日 - 2011年3月4日    |
| 16   | マーティン・パーキンソン       | 2011年3月7日 - 2014年12月12日   |
| 17   | ジョン・A・フレイザー          | 2015年1月15日 - 2018年7月31日   |
| 18   | フィリップ・ゲイジェンズ       | 2018年8月1日 - 2019年9月2日     |
| 19   | スティーブン・ケネディ         | 2019年9月2日 -                  |